# ميراي اكاي
ميراي أكاي (مواليد 17 يوليو 2000) هي ممثلة أوكرانية تركية. ولدت ميراسلافا كوستييفا أكاي (بالأوكرانية: Мирослава Костева Акай) في 17 يوليو 2000 في أوكرانيا لأب تركي وأم أوكرانية. لديها أخت كبيرة ولدت في عام 1993، وشقيقها الصغرى ولد عام 2002. حصلت على تعليمها الابتدائي والثانوي في مدرسة علي حيدر غونفر الابتدائية في إسطنبول. تخرجت من قسم المسرح في ثانوية معمار سنان للفنون الجميلة. بدأت التمثيل في سن الثالثة، وعملت في مختلف الإعلانات التجارية والمقاطع.
بدأت أكاي بعمر العاشرة في أن تحترف التمثيل، وظهرت في العديد من الأعمال كبطلة رئيسية تمكنت رغم صغر سنها من تحقيق نجاحًا كبيرًا، والحصول على جوائز من مهرجانات عالمية ومحلية كأفضل ممثلة متفوقة على الكثير من النجمات التركيات. اشتهرت ميراي بتجسيدها شخصية ابنة النجمة توبا بيكوستون في دراما الأكشن التركية «20 دقيقة».

ميراي اكاي دور ألشيشيك خاتون في مسلسل المؤسس عثمان

كذلك اشتراكها في بطولة فيلم «حلم الفراشة» وفيلم «الحوت»، وكذلك قيامها ببطولة الفيلم المثير للجدل والحائز على جوائز عالمية «جاءت عمتي»، وفيلم «العودة للوطن»، ومسلسل «أسمي جولتاب» ومسلسل «بنات الشمس» بدور الأخت الصغرى عبير «بيري»، ومسلسل «أغنية لا تنتهي» ومسلسل «المؤسس عثمان» بدور ال شيشك (شخصية خيالية) ابنة السيد اوكتام

## وصلات خارجية
- ميراي اكاي على موقع IMDb (الإنجليزية)